# Żółtew

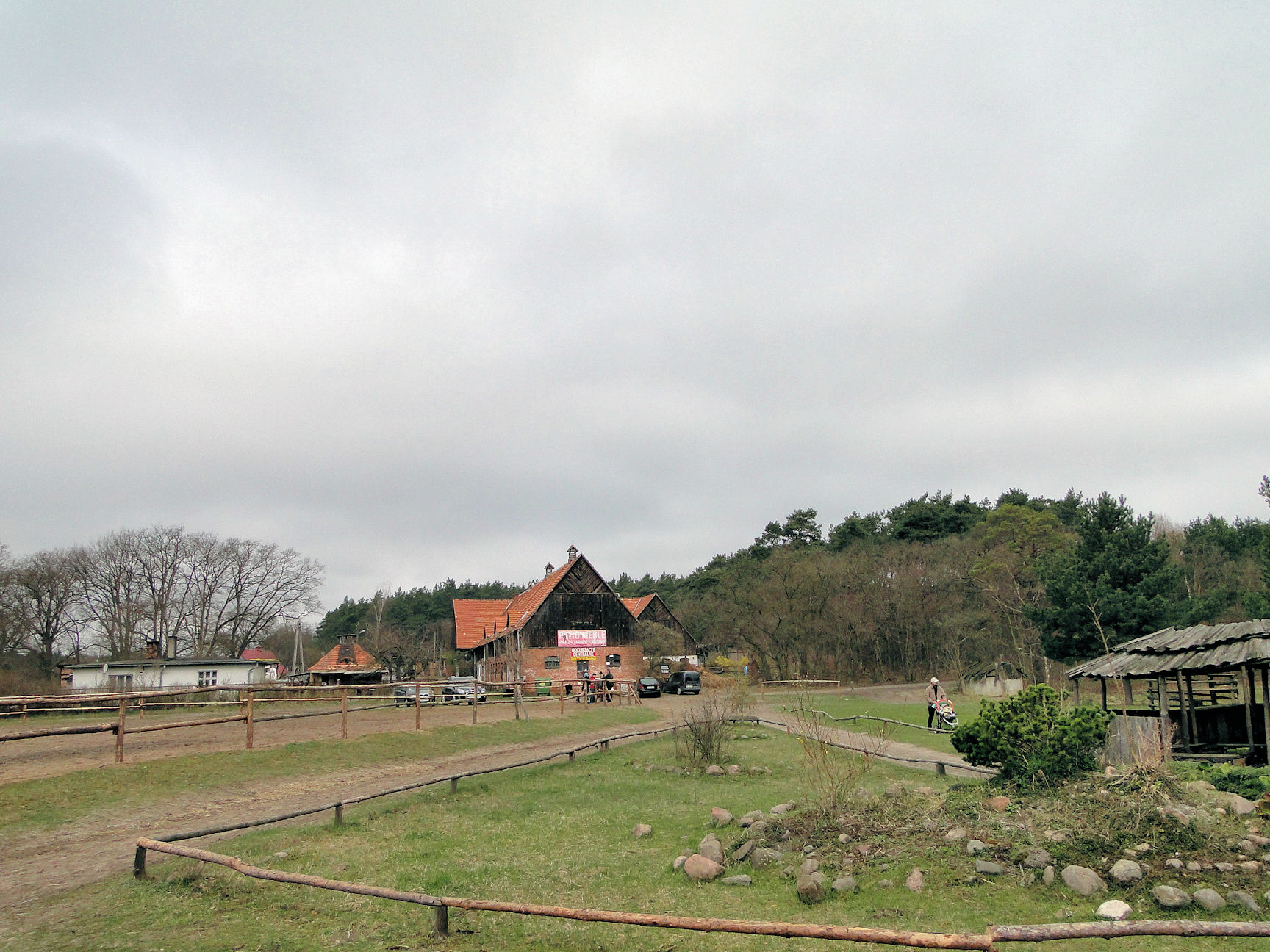
Zabudowania ośrodka jeździeckiego w Żółtwi

Żółtew – osada w Polsce położona w województwie zachodniopomorskim, w powiecie polickim, w gminie Police na obszarze Puszczy Wkrzańskiej. Niemal wszystkie zabudowania we wsi należą do znajdującego się tu ośrodka jeździeckiego. W pobliżu osady można znaleźć wiele innych pozostałości po budynkach oraz zniszczone doszczętnie bunkry.
Przynależność polityczno-administracyjna:
- 1815–1866: Związek Niemiecki, Królestwo Prus, prowincja Pomorze
- 1866–1871: Związek Północnoniemiecki, Królestwo Prus, prowincja Pomorze
- 1871–1918: Cesarstwo Niemieckie, Królestwo Prus, prowincja Pomorze
- 1919–1933: Rzesza Niemiecka (Republika Weimarska), kraj związkowy Prusy, prowincja Pomorze
- 1933–1945: III Rzesza, prowincja Pomorze
- 1945–1952: Rzeczpospolita Polska (Polska Ludowa), województwo szczecińskie
- 1952–1975: Polska Rzeczpospolita Ludowa, województwo szczecińskie
- 1975–1989: Polska Rzeczpospolita Ludowa, województwo szczecińskie
- 1989–1998: Rzeczpospolita Polska, województwo szczecińskie
- 1999 – teraz: Rzeczpospolita Polska, województwo zachodniopomorskie, powiat policki, gmina Police